# Поверхневі мозкові вени
Поверхневі мозкові вени — це поверхнева підгрупа більш великої групи мозкових вен.
До поверхневих мозкових вен відносять: верхні мозкові вени, поверхневу середню мозкову вену, нижні мозкові вени, нижню анастомотичну вену (Лаббе), верхню анастомотичну вену (Троларда).
Вени цієї підгрупи збирають венозну кров із поверхневих структур головного мозку людини й несуть її до верхнього сагітального синусу

## Додаткові зображення

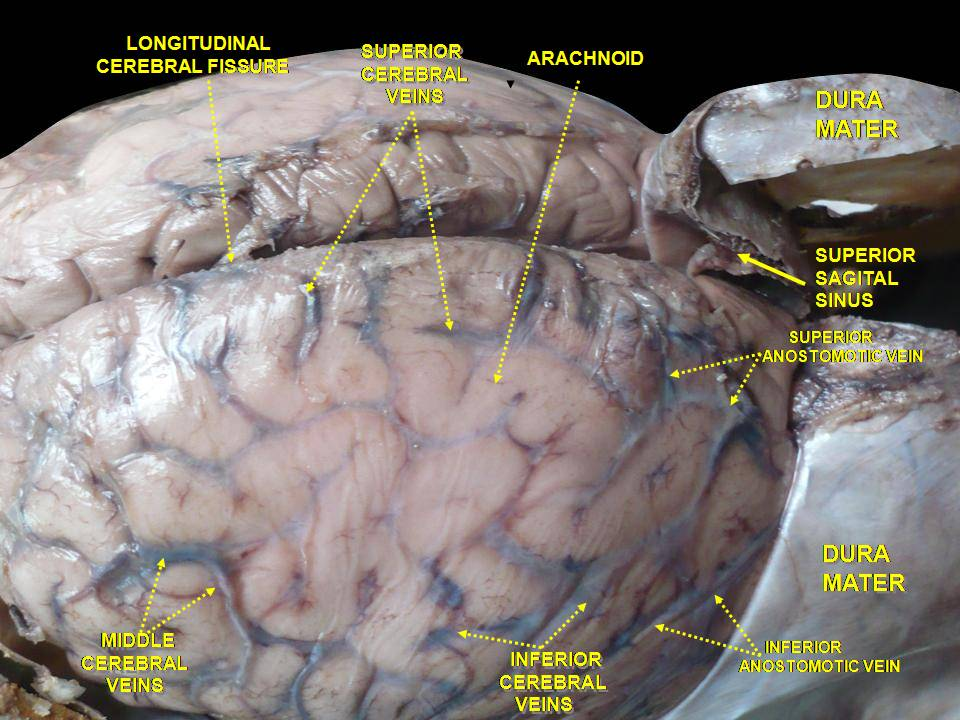
Мозкові оболонки і поверхневі мозкові вени. Глибокий розріз. Вигляд згори.